# Charles Lameire
Charles Joseph Lameire né le 31 octobre 1832 à Paris, et mort le 20 août 1910 à Sainte-Foy-lès-Lyon est un architecte, peintre et décorateur français.

## Biographie

### Formation
Charles Lameire est le cinquième enfant de Joseph Lameire, garçon de cave de la Maison du Roi, et de Madeleine Rouyer.
Après une formation en autodidacte, il entre en 1853 dans l'atelier du peintre décorateur Alexandre Denuelle, qui s'inspire notamment des peintures murales médiévales.

### Carrière
Au Salon de 1866, Charles Lameire expose un projet d'église-modèle, le Catholicon. Cette œuvre totale, qui ne sera pas réalisée, contribue toutefois à sa notoriété. Il y exprime sa profonde foi catholique en déployant ses talents dans tous les arts plastiques. En juin 1867, il est nommé chevalier de la Légion d'honneur.
En 1872, il quitte Alexandre Denuelle, dont il récupérera plus tard la clientèle. La même année, il obtient sa première commande du riche entrepreneur et maire de Clamart Jules Hunebelle, pour lequel il réalise des décors inspirés de la mythologie gréco-romaine pour son hôtel particulier. 
Fidèle à sa foi, il participe à la décoration de nombreux édifices religieux :
- cathédrale Notre-Dame-de-l'Annonciation de Moulins (1872) ;
- église Notre-Dame des Menus à Boulogne-Billancourt (1872-1879) ;
- basilique Sainte-Anne d'Auray (1873) ;
- église Saint-François-Xavier à Paris, de style néo-byzantin (1873-1875 et 1883 et 1884) ;
- chapelle des Sœurs auxiliatrices à Paris (1874) ;
- basilique Saint-Martin d'Ainay à Lyon (1899) ;
- cathédrale Saint-Front de Périgueux, conçue par Paul Abadie ;
- église de la Madeleine à Paris ;
- basilique Notre-Dame de Fourvière à Lyon.

La Troisième République naissante désirant affirmer ses valeurs et asseoir son prestige, il travaille aussi au décor de plusieurs monuments civils parisiens :
- palais du Trocadéro (1877-1878) ;
- hôtel de ville (1884) ;
- Sorbonne (1890) ;
- Panthéon ;
- palais du Louvre.
- Chapelle Française, Basilique Sainte Maison à Lorette, Italie (1896-1903)[4]

Par ailleurs, il fournit entre 1875 et 1894 divers modèles à la Manufacture de Sèvres.
Il meurt le 20 août 1910 à Sainte-Foy-lès-Lyon.
Il laisse plus de 700 projets, dessins en couleur, esquisses en grandeur nature et maquettes. Le musée d'Orsay à Paris conserve un fonds portant son nom,.

## Élèves
- Marcel Bloch
- Geo Dorival
- Robert Poughéon